# Aarau
Aarau (toponimo tedesco) è un comune svizzero di 21 503 abitanti del Canton Argovia, nel distretto di Aarau; ha lo status di città ed è capitale del cantone e capoluogo del distretto.

## Geografia fisica
Sorge nella valle dell'Aar, da cui prende il nome, su una piana alluvionale sulla riva del fiume ai piedi dei monti del Massiccio del Giura.

## Storia
Aarau fu fondata dai conti di Kyburg tra il 1240 e il 1250, con la funzione di piazzaforte a difesa della valle dell'Aar. A partire dal 1273 la città passò sotto il possesso degli Asburgo; la fortezza fu quindi presa dai bernesi nel 1415.
Nel 1798, sotto il dominio napoleonico, divenne capitale della Repubblica Elvetica, mantenendo questo ruolo fino al 1803. Nel 2010 Aarau ha inglobato il comune soppresso di Rohr.

## Monumenti e luoghi d'interesse
- Chiesa riformata (Stadtkirche, già chiesa di Santa Maria), attestata dal 1275 e ricostruita nel 1471-1479 da Sebastian Gisel[1];
- Torre Rore (Roreturm), eretta nel XIII secolo[1].

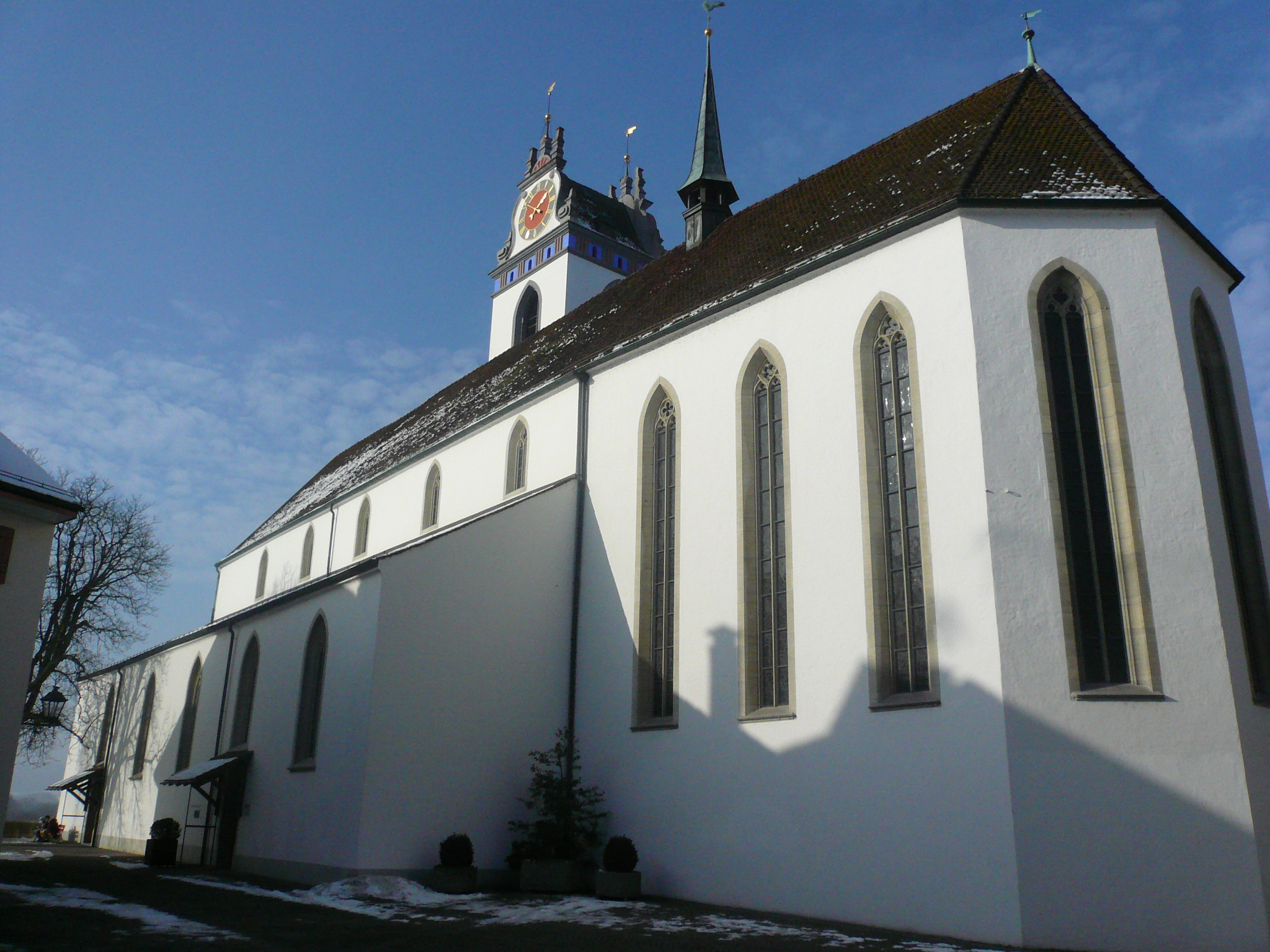
Chiesa riformata, Stadtkirche
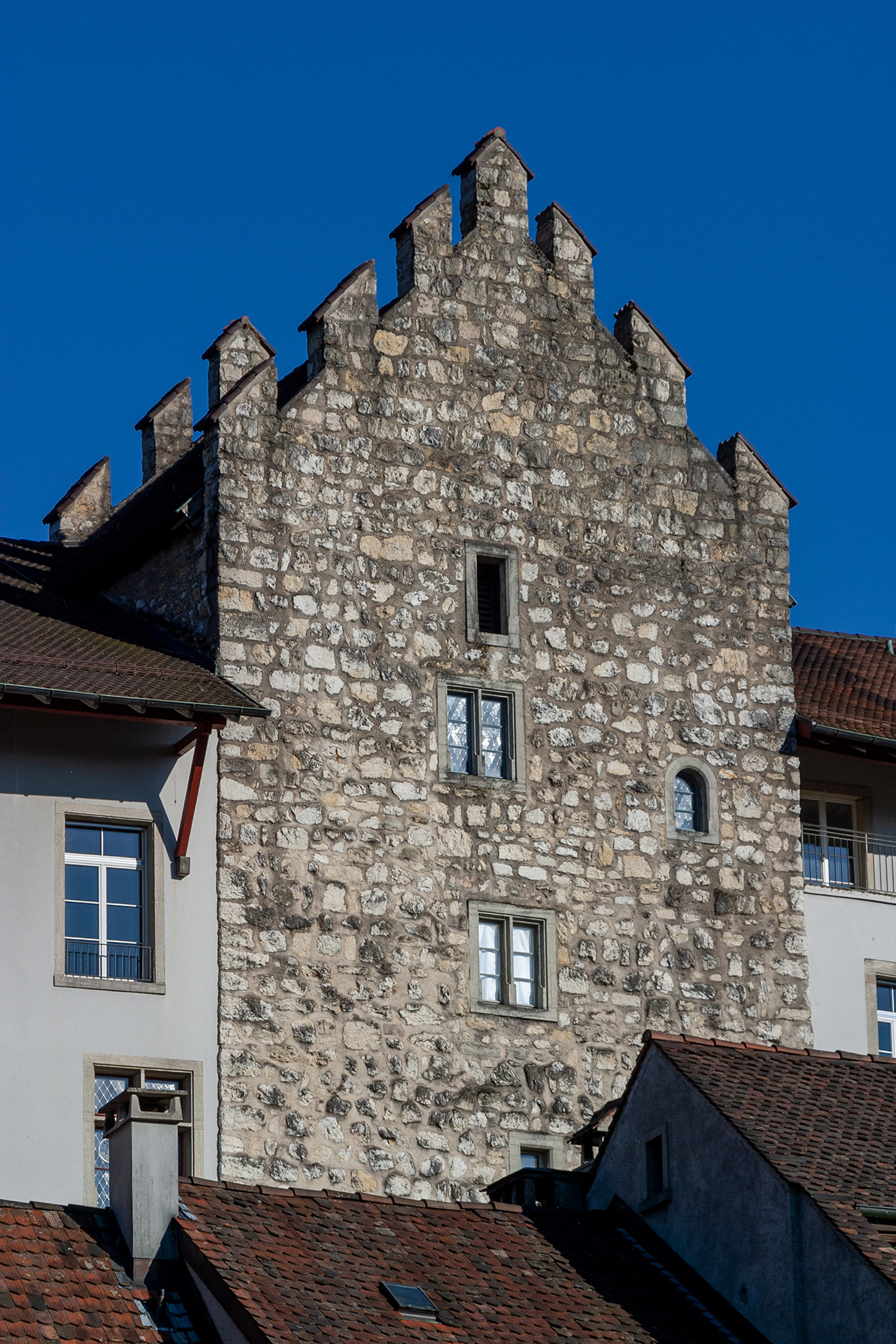
Torre Rore, Roreturm
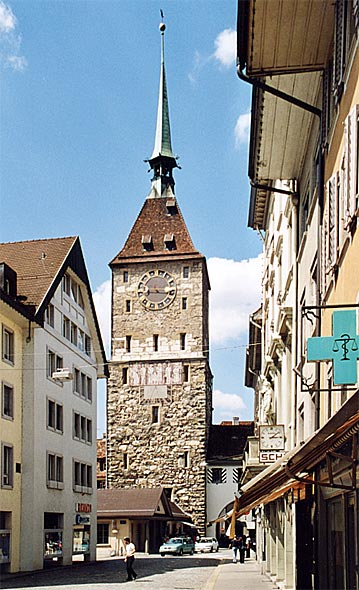
Oberer turm
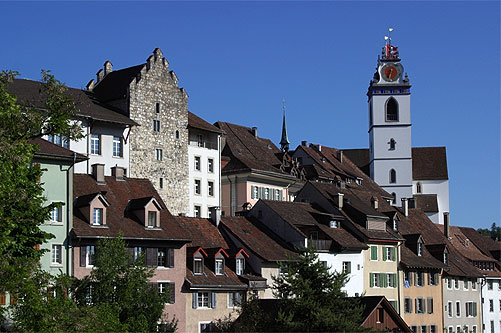
Città vecchia, Altstadt
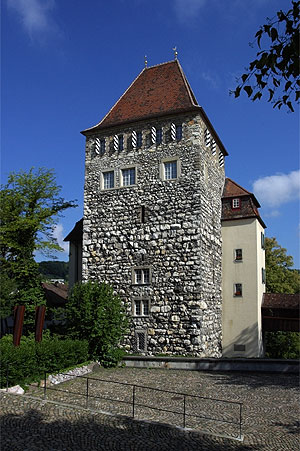
Schloessli

## Società

### Evoluzione demografica
L'evoluzione demografica è riportata nella seguente tabella:
Abitanti censiti

## Cultura

### Musei

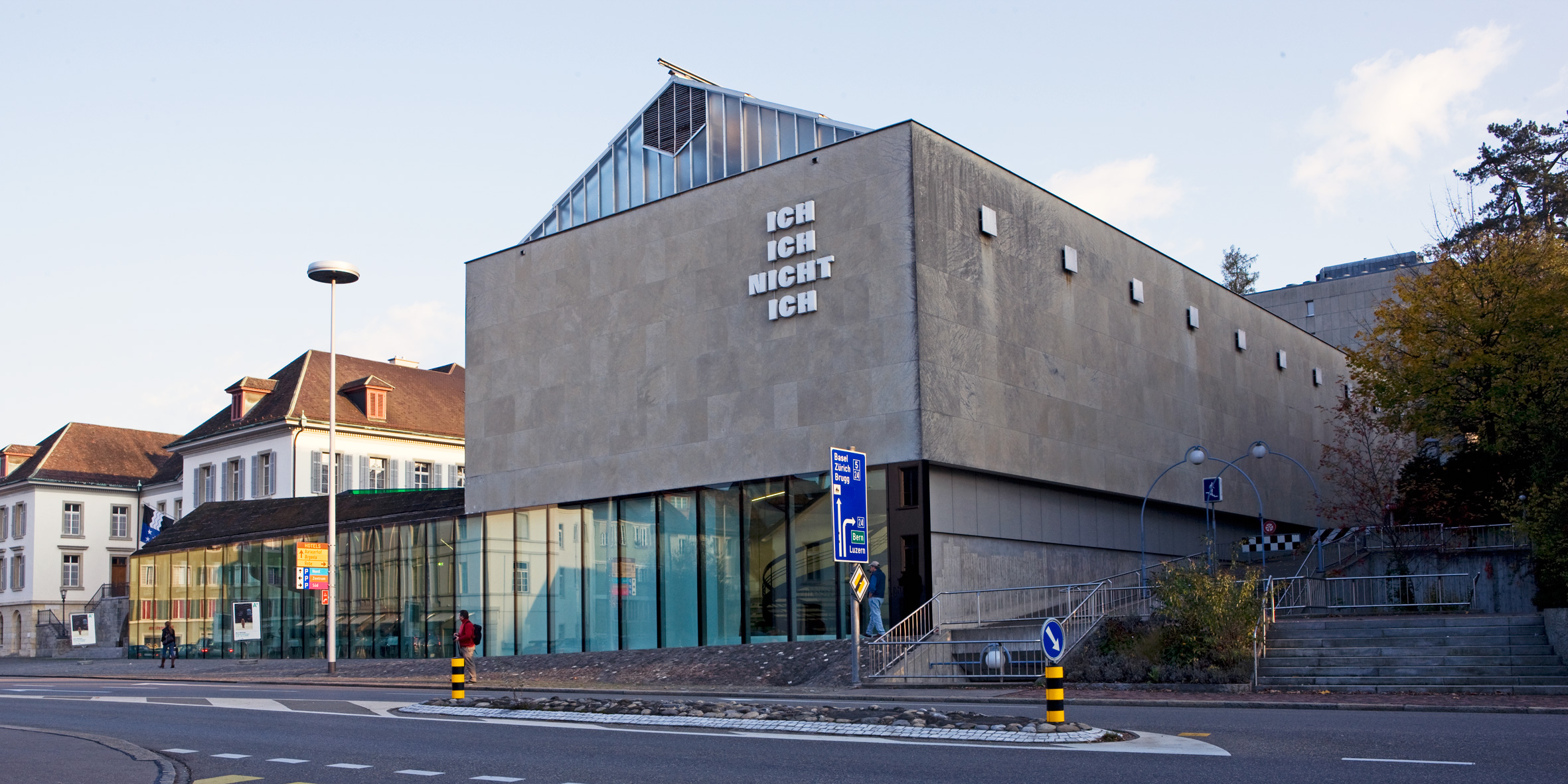
Il Museo di Belle Arti di Argovia

- Museo di Belle Arti di Argovia (Aargauer Kunsthaus)

## Economia
Fin dal XVII secolo è stato un importante centro tessile, sia per il cotone sia per la seta, anche se attualmente è un importante centro industriale, soprattutto nel settore metalmeccanico (strumenti di precisione) e calzaturiero (grazie anche alla diffusione di tale attività nei borghi vicini).

## Infrastrutture e trasporti

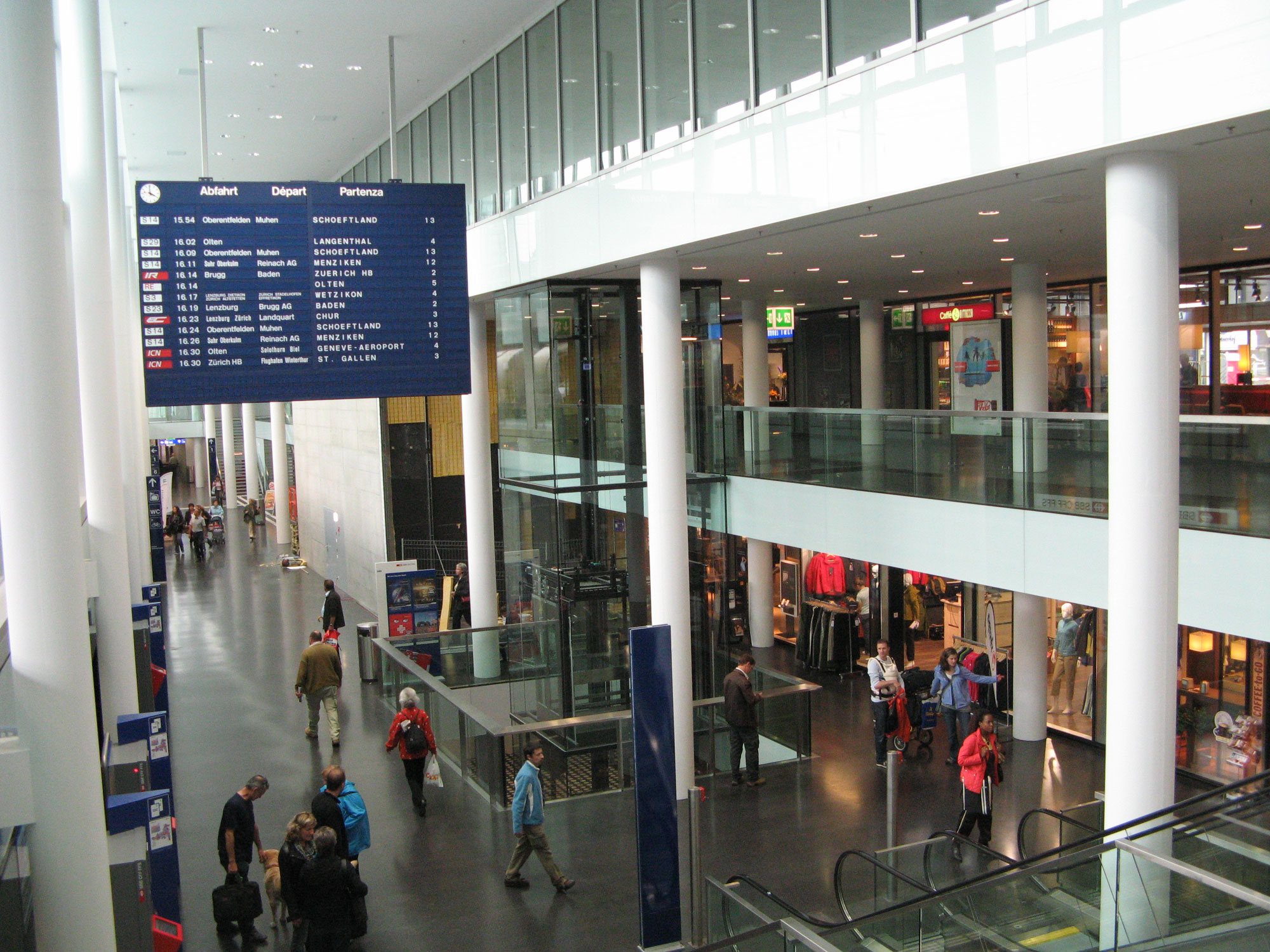
La stazione di Aarau

Aarau è servita dall'omonima stazione, rilevante nodo ferroviario sulla ferrovia Berna-Zurigo; è il centro della rete celere dell'Argovia e il capolinea della Wynental- und Suhrentalbahn.

## Amministrazione
Ogni famiglia originaria del luogo fa parte del cosiddetto comune patriziale e ha la responsabilità della manutenzione di ogni bene ricadente all'interno dei confini del comune.

### Gemellaggi
- Santa Fe[senza fonte]

## Sport
Ad Aarau hanno sede la Federazione svizzera di ginnastica e, tra le altre, la squadra di calcio Fussballclub Aarau 1902.